# Dolichomitus cuspidatus
Dolichomitus cuspidatus là một loài tò vò trong họ Ichneumonidae.